# Гаражно-будівельний кооператив
Гаражно-будівельний кооператив — організація, створена громадянами на добровільних засадах з метою забезпечення необхідних умов для зберігання автомобілів, а також для експлуатації і управління гаражами.
Діяльність гаражно-будівельного кооперативу регулюється чинним законодавством та статутом кооперативу. Кооператив вважається створеним з моменту реєстрації його статуту. Останній приймається загальними зборами громадян — засновників гаражно-будівельного кооперативу. Гаражі, споруджені гаражно-будівельним кооперативом, належать кооперативу за правом колективної власності. Відповідно до статті 15 Закону України «Про власність» (1991) член гаражно-будівельного кооперативу, який повністю вніс свій пай, набуває права власності на гараж і може розпоряджатися ним на свій розсуд — продавати, заповідати, здавати в оренду, обмінювати, вчиняти стосовно нього угоди, не заборонені законом. Оформлення права власності на гараж проводиться з видачею відповідного свідоцтва місцевими органами виконавчої влади чи органами місцевого самоврядування. Свідоцтво про право власності на гараж реєструється у бюро технічної інвентаризації. Діяльність гаражно-будівельного кооперативу контролюється місцевими органами виконавчої влади та органами місцевого самоврядування.